# 韦吉希·赫库斯

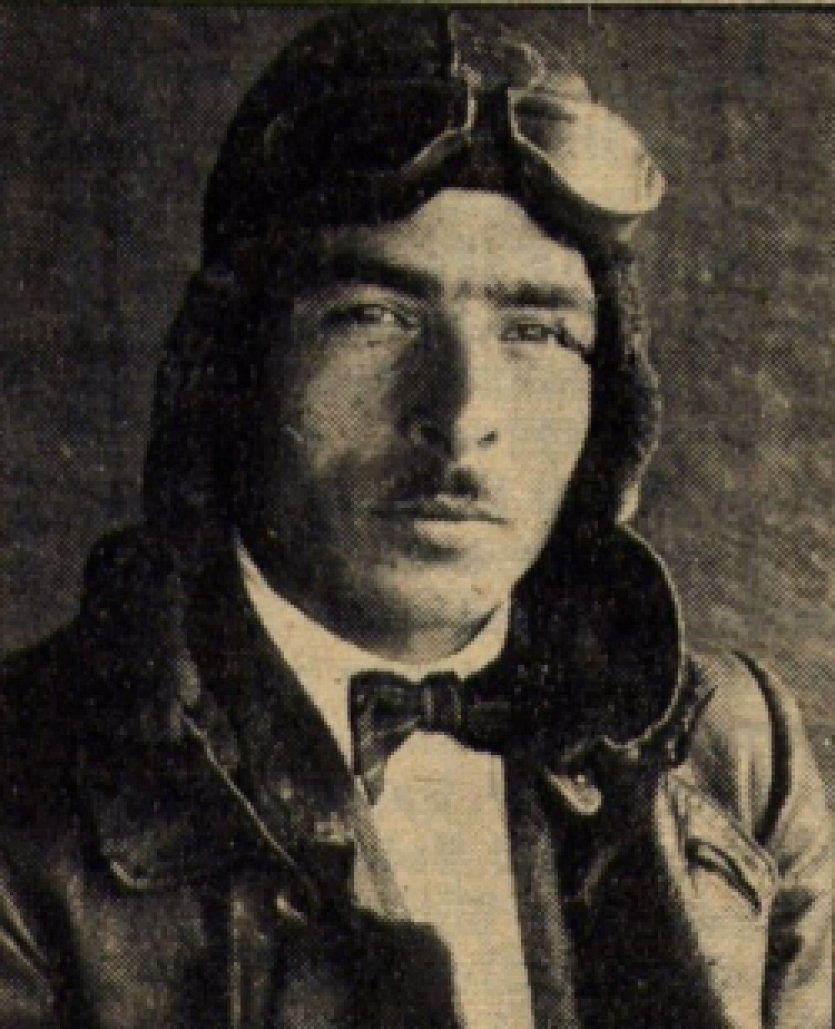
韦吉希·赫库斯

韦吉希·赫库斯（土耳其語：Vecihi Hürkuş，1896年1月6日—1969年7月16日）是土耳其的著名飞行员、飞机设计师。2006年3月，土耳其设计制造一款标准教练机，用于民航及军机飞行员的初级训练，为了纪念这位土耳其航空工业先驱，命名为Hurkus。